# Olesnicka (krater)
Olesnicka är en nedslagskrater med en diameter på 33 kilometer, på planeten Venus. Olesnicka har fått sitt namn efter Zofia Oleśnicka.